# Lhok Beutong
Lhok Beutong is een bestuurslaag in het regentschap Nagan Raya van de provincie Atjeh, Indonesië. Lhok Beutong telt 76 inwoners (volkstelling 2010).